# Colobosaura modesta
Colobosaura modesta — вид ящірок родини гімнофтальмових (Gymnophthalmidae). Мешкає в Бразилії і Парагваї.

## Поширення і екологія
Colobosaura modesta мешкають в Бразилії (від Пари до Рондонії, Мату-Гросу-ду-Сул і Сан-Паулу), а також в Парагваї. Вони живуть у вологих долинах річок, в саванах серрадо та у вологих і заболочених тропічних лісах.